# Kokkosaari (ö i Södra Savolax, Nyslott, lat 61,97, long 29,37)
Kokkosaari är en ö i Finland. Den ligger i sjön Puruvesi och i kommunen Nyslott i  landskapet Södra Savolax, i den sydöstra delen av landet, 300 km nordost om huvudstaden Helsingfors. Öns area är 4,7 hektar och dess största längd är 370 meter i sydöst-nordvästlig riktning.